# 黄渠镇
黄渠镇，是中华人民共和国甘肃省酒泉市敦煌市下辖的一个乡镇级行政单位。
2015年，甘肃省民政厅批复同意撤销黄渠乡，设立黄渠镇。

## 行政区划
黄渠镇下辖以下地区：
清水村、闸坝梁村、代家墩村、常丰村和芭子场村。